# Katyr-Jurt
Katyr-Jurt (čečensky Котар-Юрт; rusky Катыр-Юрт, Katyr-Jurt, nově též Катар-Юрт, Katar-Jurt) je sídlo v okrese Ačchoj-Martan v západní části Čečenska s 12 806 obyvateli v roce 2010.

## Poloha
Katyr-Jurt leží při severním okraji Velkého Kavkazu, jehož předhůří stoupá několik kilometrů jižně od města do nadmořské výšky 600 metrů. Obec leží na soutoku řek Šalaža (pravého přítoku Assy) a jejího přítoku Netchoj. Katyr-Jurt je vzdálen vzdušnou čarou asi 30 km jihozápadně od hlavního města Čečenska Grozného. Od okresního sídla Ačchoj-Martan je vzdálen 7 km východojihovýchodně.

## Historie
Roku 1790 založená vesnice byla v období deportace čečenského obyvatelstva v letech 1944 až 1957 přejmenována na ruský název Tutovo (rusky Тутово).
Za druhé čečenské války byl Katyr-Jurt, kde se zdržovalo na 25 tisíc osob včetně 16 tisíc osob na útěku, od 4. února 2000 napadán a odstřelován ruskými vojsky. Na následky těchto útoků zahynulo 170 až 363 osob. V důsledku toho došlo k několika soudním procesům u Evropského soudu pro lidská práva, kterými byl ruský stát uznán vinným a odsouzen k miliónovým náhradám škody, naposledy v roce 2010. Tímto verdiktem štrasburského soudního dvora byla obětem bombardování a jejich příbuzným přiznána náhrada v celkové výši 1720000 eur, avšak vymáhání naplnění tohoto rozsudku se vůči ruskému státu míjelo s účinností.

## Místní zajímavost
Na jižním okraji obce se nachází místo, zvané Т1инин к1арлаг1ие, což doslova znamená Hromada prokletého Tiny. Podle pověsti zde byla velká hromada kamení, které na toto místo naházeli obyvatelé okolních vesnic. Činili tak proklínajíce jistého Tinu, který svévolně porazil jeden místní strom - divokou hrušeň.